# Lista över avsnitt av Justice League
Det här är en lista över avsnitt av Justice League och Justice League Unlimited, som är amerikanska animerade TV-serier som handlar om en grupp superhjältar från DC Comics, kända som Justice League of America. Serien sändes ursprungligen i Cartoon Network, mellan 2001 och 2004 och uppföljaren "Justice League Unlimited" sändes mellan 2004 och 2006.

## Justice League-avsnitt

### Säsong 1: 2001–2002
| Nr i serien | Nr i säsongen | Titel                    | Regissör(er)           | Manus            | Sändningsdatum                     |
| --- | ------------- | ------------------------ | ---------------------- | ---------------- | ---------------------------------- |
| 123 | 123           | "Secret Origins"         | Dan Riba & Butch Lukic | Rich Fogel       | 17 november 2001                   |
| När utomjordiska angripare (vagt modellerade efter de vita marsianerna från DCU), som oavsiktligt blev uppväckta på mars, börjar ta över jorden räddar Stålmannen och Batman J'onn J'onzz, som telepatiskt tillkallar Wonder Woman, Hawkgirl, Flash och Green Lantern för att stoppa invasionen. Stålmannen samlar alla på det nyligen byggda vakttornet som fonderats av Batman (genom Wayne Aerospaces R&D-budget) och ber om att forma ett lag, som han kallar Justice League. |               |                          |                        |                  |                                    |
| 45 | 45            | "In Blackest Night"      | Butch Lukic            | Stan Berkowitz   | 19 november 200126 november 2001   |
| Green Lantern överlämnar sig själv till robotiska manhunters för att ställas inför rätta för förstörelsen av en planet. Medan Flash ställer upp som Johns advokat upptäcker resten av hjältarna att Kanjar Ro hjälpte utomjordingarna att sätta dit John. |               |                          |                        |                  |                                    |
| 67 | 67            | "The Enemy Below"        | Dan Riba               | Kevin Hopps      | 3 december 200110 december 2001    |
| En atomubåt attackeras i Atlanten, vilket tvingar hjältarna att stå öga mot öga med Aquaman och hans atlantiska armé. Aquaman följer Stålmannens råd och tar sig till Metropolis för att ta upp problemen med världens regeringar. När legosoldaten Deadshot attackerar Aquaman rycker hjältarna in. Aquaman upptäcker att Lord Orm, hans bror, låg bakom attacken. Orm fångar Aquaman och dennes nyfödde son och placerar dem på en klippa över en ven av smält lava, och lämnar dem att dö. För att rädda sin son är Aquaman illa tvungen till att hugga av sin egen hand. |               |                          |                        |                  |                                    |
| 89 | 89            | "Injustice for All"      | Butch Lukic            | Stan Berkowitz   | 21 januari 200228 januari 2002     |
| Efter att ha blivit avslöjad som brottsling, skickad till fängelse och dödligt sjuk på grund av en långvarig exponering av kryptonit rymmer Lex Luthor och bildar en superskurkgrupp bestående av Cheetah, Shade, Solomon Grundy, Star Sapphire, Copperhead och Ultra-Humanite för att utmana Justice League, och kallar sig själva Injustice Gang. Jokern blir senare också en del av gruppen, dock på egen inbjudan. Men även med sina kombinerade förmågor visar det sig att skurkarna inte är någon match för Batmans knep. |               |                          |                        |                  |                                    |
| 1011 | 1011          | "Paradise Lost"          | Dan Riba               | Joseph Kuhr      | 23 februari 20023 mars 2002        |
| Magikern Felix Faust hotar att hålla Wonder Womans folk förvandlade till sten om hon inte skaffar artefakter till honom. Han använder artefakterna för att släppa ut Hades från Tartarus. Hjältarna lyckas bannlysa Hades och hans hejdukar, men på bekostnad att Diana blir landsförvisad från Themyscira för att hon lät männen i Justice League hjälpa sig. |               |                          |                        |                  |                                    |
| 1213 | 1213          | "War World"              | Butch Lukic            | Stan Berkowitz   | 10 mars 200217 mars 2002           |
| Stålmannen och Martian Manhunter blir bortförda av utomjordiska slavdrivare och säljs till planeten där den tyranniske Mongul härskar, och där invånarna tillbringar sin tid med att titta på rymdvarelser inbegripna i dödliga strider på ett enormt colosseum. Green Lantern och Hawkgirl ger sig iväg för att rädda dem. |               |                          |                        |                  |                                    |
| 1415 | 1415          | "The Brave and the Bold" | Dan Riba               | Dwayne McDuffie  | 7 april 200214 april 2002          |
| Green Lantern och Flash upptäcker en komplott av Gorilla Grodd att förstöra Gorillastaden, en gömd stad med superintelligenta talande gorillor i Afrika. Grodd har en apparat som låter honom kontrollera andras viljor, och använder stulna gorillateknologier för att stjäla från Central City och försätta alla dess invånare under sin kontroll. Medan de är instängda i den kraftfältsomgärdade staden slår sig Flash och Green Lantern samman med Solovar, Gorillastadens säkerhetschef, för att stoppa hotet innan Grodd fullföljer sin hämnd mot Gorillastaden. |               |                          |                        |                  |                                    |
| 1617 | 1617          | "Fury"                   | Butch Lukic            | Stan Berkowitz   | 21 april 200228 april 2002         |
| En galen amazonkvinna med namnet Aresia (född i den dödliga världen, men uppväxt i Themyscira) samlar en liten grupp av Luthors före detta Injustice Gang som inkluderar Star Sapphire, Shade, Copperhead, Solomon Grundy och Tsukuri, och planerar att utrota världens manliga population, som hon håller ansvarig för sin familjs död i ett krig. |               |                          |                        |                  |                                    |
| 1819 | 1819          | "Legends"                | Dan Riba               | Andrew Kreisberg | 6 september 200213 september 2002  |
| Justice League blir oavsiktligt transporterade till en parallell värld och möter Justice Guild of America, seriefigurer i Justice Leagues värld. Medan de bekämpar superskurkar i den här dimensionen upptäcker de att den bara är en illusion, ett levande minne från en civilisation som förstördes för 40 år sedan. Avsnittet är tillägnat Gardner Fox, en tecknare från Golden Age som skapade både Justice Society of America och Justice League of America, på vilka Guild är baserad. |               |                          |                        |                  |                                    |
| 2021 | 2021          | "A Knight of Shadows"    | Butch Lukic            | Keith Damron     | 20 september 200227 september 2002 |
| Jason Blood och hans alter ego demonen Etrigan söker hjälp från Justice League för att förhindra Philosophens sten från att falla i händerna på hans forntida fiende, häxmästarinnan Morgaine Le Fey. |               |                          |                        |                  |                                    |
| 2223 | 2223          | "Metamorphosis"          | Dan Riba               | Len Uhley        | 4 oktober 200211 oktober 2002      |
| Green Lanterns gamle vän Rex Mason, som nu arbetar för en korrupt industriledare, råkar ut för en "olycka" som anordnats av hans svartsjuke arbetsgivare och förvandlas till superhjälten Metamorpho. |               |                          |                        |                  |                                    |
| 242526 | 242526        | "The Savage Time"        | Butch Lukic & Dan Riba | Stan Berkowitz   | 9 november 2002                    |
| Justice League återvänder från ett uppdrag i rymden och upptäcker att världen har blivit omformad – ett resultat av att skurken Vandal Savage gett information till sitt yngre jag under 1940-talet, vilket lät honom ta över världen under Andra världskriget. Hjältarna reser själva tillbaka i tiden för att stoppa honom, och slåss mot nazisterna tillsammans med DC Comics hjältar från Andra världskrigets era (inklusive Easy Company, Blackhawk och Steve Trevor). Batman är den ende medlemmen som inte deltar i det här uppdraget. Hans motsvarighet från den eran, en motståndskraftig ledare, hjälper dock hjältarna i hopp om att förhindra nazisterna från att mörda hans föräldrar. Avsnittet slutar med att Wonder Woman träffar Steve Trevor som en gammal man i nutiden. |               |                          |                        |                  |                                    |

### Säsong 2: 2003–2004
| Nr i serien | Nr i säsongen | Titel               | Regissör(er)                             | Manus                                              | Sändningsdatum   |
| --- | ------------- | ------------------- | ---------------------------------------- | -------------------------------------------------- | ---------------- |
| 2728 | 12            | "Twilight"          | Dan Riba & Butch Lukic                   | Rich Fogel & Bruce Timm                            | 5 juli 2003      |
| Hjältarna luras till att försvara Apokolips, Darkseids hemvärld, mot en av Brainiacs attacker. Hjältarna erbjuds hjälp från New Gods, inklusive Orion, Lightray och Highfather. Resultatet av förstörelsen av Brainiacs bas är till synes slutet för Darkseid, ända tills händelserna i JLU-avsnittet "Alive", där han av misstag rekonstitueras av Lex Luthor. |               |                     |                                          |                                                    |                  |
| 2930 | 34            | "Tabula Rasa"       | Dan Riba                                 | Stan Berkowitz                                     | 4 oktober 2003   |
| Lex Luthor kontrollerar och manipulerar en kraftfull androidrobot med namnet Amazo, med förmågan att kopiera och lagra alla slags superkrafter, genom att framställa sig själv som en fadersfigur för den. Under tiden ifrågasätter J'onn människans natur och kämpar med bördan av att höra tusentals av deras tankar i huvudet samtidigt efter att ha utfört en psykisk svep av staden Metropolis i ett misslyckat försök att lokalisera Luthor. |               |                     |                                          |                                                    |                  |
| 3132 | 56            | "Only a Dream"      | Butch Lukic                              | Stan Berkowitz                                     | 11 oktober 2003  |
| Småskurken John Dee ställer upp i en experimentell behandling i fängelset. Medan lagens väktare distraheras av ett flertal förrymda brottslingar (ledda av Volcana, Firefly, Solomon Grundy, Copperhead och Luminus) överutnyttjar John Dee maskinen för att bli den drömkontrollerande Doctor Destiny. Destiny tar telepatisk kontroll över de flesta av hjältarna när de sover, och lämnar Batman och J'onn att rädda de andra. Medan hjältarna är fast i sina drömmar och oförmögna att vakna försöker J'onn att framtvinga detta, medan Batman går för att konfrontera Dr. Destiny. |               |                     |                                          |                                                    |                  |
| 3334 | 78            | "Maid of Honor"     | Dan Riba                                 | Dwayne McDuffie                                    | 18 oktober 2003  |
| Wonder Woman bekantar sig med prinsessan av Kasnia, en resande partyflicka som är ovillig att avsluta sina vilda sätt för att gifta sig. Olyckligtvis är hennes fästman den odödlige Vandal Savage, och han har redan planer för både tronen och Justice League. Det är upp till Wonder Woman och Batman att stoppa Savage medan Flash, Green Lantern och Jonn Jonzz går för att slå ut Savages nya railgunsatellit. Det här är även det första avsnittet i Justice League-serien i vilket Batman dyker upp som Bruce Wayne. |               |                     |                                          |                                                    |                  |
| 3536 | 910           | "Hearts and Minds"  | Butch Lukic                              | Keith Damron                                       | 25 oktober 2003  |
| Kilowog kraschlandar på jorden i sitt sökande efter John Stewarts hjälp att rädda de andra Green Lanterns från den galne, blivande erövraren Despero. Han förklarar även att Johns före detta mentor och älskare, Katma Tui, är en av fångarna. Efter mötet och förlusten mot Despero måste John åter träna på att använda sin kraftring för att hjälpa kåren att få ett slut på Desperos välde. Flash, Hawkgirl och Jonn Jonzz åtföljer Kilowog till Desperos planet gör att hjälpa Green Lantern att stoppa honom. |               |                     |                                          |                                                    |                  |
| 3738 | 1112          | "A Better World"    | Dan Riba                                 | Stan Berkowitz                                     | 1 november 2003  |
| Efter Flashs död startar Justice Lords en attack mot Vita Huset, där Stålmannen dödar president Lex Luthor. Två år senare regerar Justice Lords planeten med järnhand. Batman upptäcker dimensionen där Justice League bor. De finner sina motsvarigheter naiva, men med en önskan att styra den nyligen upptäckta världen reser de dit och fångar Justice League i ett kraftfält. De tar sedan över deras platser i en strävan att göra denna jord likadan som sin egen. Idén med onda motsvarigheter från en alternativ verklighet är löst baserad på Crime Syndicate från Earth-3 (Pre-Crisis)/Anti-Matter Universe (Post-Crisis). |               |                     |                                          |                                                    |                  |
| 3940 | 1314          | "Eclipsed"          | Dan Riba                                 | Joseph Kuhr                                        | 8 november 2003  |
| En forntida månkristall som kallas Black Heart upptäcks. Medlemmarna i Justice League är omedvetna om att den hyser en ond ormande med förmågan att få makt över sin bärare. Kristallens makt besmittar nästan hela ligan, med undantag av Flash som lyckas bevisa sin duglighet och rädda sina vänner från solförmörkelsen som skulle förstöra både solen och jorden. |               |                     |                                          |                                                    |                  |
| 4142 | 1516          | "The Terror Beyond" | Butch Lukic                              | Dwayne McDuffie                                    | 15 november 2003 |
| Doctor Fate och Aquaman räddar Solomon Grundy, med intentionen att använda honom till att besegra en forntida ondska. Samarbetet mellan dessa hjältar är en hyllning till superhjältelaget Defenders från Marvel Comics, och handlingen är baserad på H. P. Lovecrafts Cthulhu Mythos. Hawkgirls ateism blir skakad av Grundys uppoffring för att återfå sin själ, och av Wonder Womans och Aquamans tillit till sina gudar. |               |                     |                                          |                                                    |                  |
| 4344 | 1718          | "Secret Society"    | Dan Riba                                 | Stan Berkowitz                                     | 22 november 2003 |
| Medan Justice League grälar om värdet av ömsesidigt förtroende och lagspel organiserar Grodd Secret Society sammansatt av Parasite, Giganta, Sinestro, Shade, Clayface och Killer Frost. Skurkarna fångar de flesta av ligan, men J'onn frisläpper de andra och skurkarna besegras inför ett fullsatt stadium. |               |                     |                                          |                                                    |                  |
| 4546 | 1920          | "Hereafter"         | Butch Lukic                              | Dwayne McDuffie                                    | 29 november 2003 |
| Ett gäng superskurkar slår sig ihop för att ta hämnd på Stålmannen. När de attackerar Metropolis skjuter Toyman från ett experimentellt vapen mot Batman och den skadade Wonder Woman, men Stålmannen offrar sig själv för att rädda de andra och blir till synes förintad. Ligan försöker hantera förlusten av Stålmannen genom att försvara Metropolis i hans frånvaro. Så småningom kommer Lobo till vakttornet och utropar sig till Stålmannens ersättare, men gör mer skada än nytta. Stålmannen vaknar 30.000 år in i jordens framtid, och är maktlös eftersom solen har blivit röd. Han får hjälp av Vandal Savage, som är den enda människa kvar i livet till följd av ett försök till världsherravälde iscensatt ett par månader efter Stålmannens försvinnande. Författaren Dwayne McDuffie skrev på sitt forum att avsnittstiteln "Hereafter" är en subtil ordlek. Del 1 visar Stålmannens skenbara död, som enligt de flesta religioner skulle skicka hans själ till någon sorts "Hereafter" (ett andra liv). Men som man bevittnar i del 2 hade han faktiskt sänts till framtiden samtidigt som den geografiskt är på samma plats (de framtida ruinerna av Metropolis), och var därmed "här, efter". |               |                     |                                          |                                                    |                  |
| 4748 | 2122          | "Wild Cards"        | Butch Lukic                              | Stan Berkowitz and Dwayne McDuffie                 | 6 december 2003  |
| Efter att ha tagit över en TV-station i Las Vegas meddelar Jokern att han har placerat ett flertal bomber som kommer att förstöra Strip om 22 minuter och 51 sekunder om de inte stoppas av Justice League. Med hela världen som tittar på Jokerns sändning måste hjältarna först ta sig förbi Jokerns eget superlag, Royal Flush Gang. Men hotet som iscensatts av Jokern är inte så simpelt som det verkar, och Batman måste spåra hans tillflyktsort för att stoppa sin ärkefiende. Det här avsnittet är anmärkningsvärt som en "dold crossover" med Teen Titans då de fem vanligaste skådespelarna i serien gör rösterna till Royal Flush Gang (således är gängets design baserade på Teen Titans rösttalanger själva). Avsnittet innehåller även bekräftelsen av Green Lanterns och Hawkgirls romantiska relation med en kyss som avslutar avsnittet. |               |                     |                                          |                                                    |                  |
| 49 | 23            | "Comfort and Joy"   | Butch Lukic                              | Paul Dini                                          | 13 december 2003 |
| Efter att ha räddat två världar beslutar sig medlemmarna i Justice League för att ta en paus för att fira jul. Flash tillbringar sin jul med en grupp barn på ett barnhem, som ber honom att hitta en särskild leksaksanka till dem som julklapp. Den populära leksaken blir förstörd av Ultra-Humanite, som så småningom bestämmer sig för att hjälpa Flash. Green Lantern och Hawkgirl visar varandra hur de brukar fira julen. Lantern deltar i ett snöbollskrig med Hawkgirl. Hawkgirl återgäldar genom att starta ett interplanetariskt krogbråk. Batman tillbringar sin jul med att sitta vakt i vakttornet. Wonder Woman nämns inte alls. Under tiden bjuder Stålmannen över J'onn till Smallville för en julaftonskväll med sina adoptivföräldrar. Även om J'onn till en början känner sig obekväm lär han sig så småningom att njuta av julen. Det här var det första fristående avsnittet i serien. |               |                     |                                          |                                                    |                  |
| 505152 | 242526        | "Starcrossed"       | Butch Lukic (Del 1 & 3) Dan Riba (Del 2) | Rich Fogel (Del 1, 2, & 3) Dwayne McDuffie (Del 3) | 29 maj 2004      |
| Efter att jorden invaderats av ett gordanianskt krigsskepp får hjältarna hjälp av en armé hawkmen från Hawkgirls hemplanet Thanagar. Thanagarianerna erbjuder sig att hjälpa jorden att bygga en sköld för att skydda den från gordanianerna, men Batman upptäcker att detta bara är ett knep. Hawkgirl slits mellan sin trohet till Thanagar och sitt åtagande för Justice League, liksom mellan sin trolovning till den thanagarianiska befälhavare Hro Talak och sin spirande kärlek till Green Lantern, John Stewart. Hro Talak är ett anagram för Katar Hol, Hawkmans förnamn i serietidningarna. Det originella vakttornet blir förstört i den här berättelsens klimax. |               |                     |                                          |                                                    |                  |

### Static Shock-Crossovers
| Nr i serien | Nr i säsongen | Titel                   | Regissör(er)  | Manus                          | Sändningsdatum         |
| --- | ------------- | ----------------------- | ------------- | ------------------------------ | ---------------------- |
| 3031 | S03A06S03A07  | "A League of Their Own" | Ej krediterat | Ernie AltbackerDwayne McDuffie | 1 mars 20038 mars 2003 |
| När vakttornet får ett plötsligt strömavbrott rekryterar Justice League Static för att starta deras station innan den återinträder i atmosfären. Vad varken Static eller Gear vet är att strömavbrottet frisläpper Brainiac från hans fångenskap. Static och Gear lyckas besegra Brainiac, men skurken har ett kryphål kvar att slinka igenom. |               |                         |               |                                |                        |
| 43 | S04A04        | "Fallen Hero"           | Chuck Drost   | Stan Berkowitz                 | 7 februari 2004        |
| Static möter sin idol, Green Lantern (egentligen Sinestro i förklädnad), när han orsakar förödelse i hela staden. |               |                         |               |                                |                        |

## Justice League Unlimited-avsnitt

### Säsong 1: 2004–2005
| Nr i serien | Nr i säsongen | Titel                                                      | Regissör(er)       | Manus            | Sändningsdatum    |
| --- | ------------- | ---------------------------------------------------------- | ------------------ | ---------------- | ----------------- |
| 1 | 1             | "Initiation"                                               | Joaquim dos Santos | Stan Berkowitz   | 31 juli 2004      |
| Hjältarna utökar sin organisation genom att värva nya medlemmar från hela världen. Den nyaste av dessa är Green Arrow, som upprepade gånger har avstått från att besvara inbjudan att gå med i gruppen. Han förs till det utbyggda, och mycket större, vakttornet via teleport. I motviljan att gå med liftar han med Green Lantern, Captain Atom och Stålflickan tillbaka till jorden. De har sänts ut på ett uppdrag att stoppa en jättelik, okontrollerad, atomdriven försvarsrobot i ett namnlöst asiatiskt land som existerar i en självpåtagen internationell isolering. Det här avsnittet visar även cameos från över 30 andra hjältar, varav många skulle vara med i kommande avsnitt. Framför allt beror Green Arrows beslut om att gå med i gruppen på att han fick sin första glimt av Black Canary. |               |                                                            |                    |                  |                   |
| 2 | 2             | "For the Man Who Has Everything"                           | Dan Riba           | J. M. DeMatteis  | 7 augusti 2004    |
| Batman och Wonder Woman finner Stålmannen som fånge hos Mongul i Fortress of Solitude, och han drömmer om ett idylliskt liv på Krypton, vilket är en vision han fått av en parasitisk planta som kallas Black Mercy. Det här avsnittet är influerat av en populär berättelse som skrevs av Alan Moore och illustrerades av Dave Gibbons för Superman Annual #11 under 1985. Detta är även Joe Chills första framträdande i DC Animated Universe, då Batmans dröm visar sig vara att se sin far prygla rånaren om och om igen. |               |                                                            |                    |                  |                   |
| 3 | 3             | "Kids' Stuff"                                              | Joaquim dos Santos | Henry Gilroy     | 14 augusti 2004   |
| Morgaine le Fey förvandlar Stålmannen, Batman, Wonder Woman och Green Lantern till åttaåringar efter att Mordred använt sin magi för att förflytta alla vuxna från jorden och endast låta barnen få vara kvar. Många seriereferenser dyker upp i det här avsnittet såsom att Wonder Girl visar sin förälskelse för Batboy, som uppträder som en mindre version av sitt vuxna jag, en omedveten Stålpojke i alla situationer, en ung Green Lantern som gömmer sin nördiga sida och demonen Etrigan som ett spädbarn. Avsnittet är löst baserat på händelserna i JLA: World Without Grown Ups och Young Justice: Sins of Youth. |               |                                                            |                    |                  |                   |
| 4 | 4             | "Hawk and Dove"                                            | Joaquim dos Santos | Robert Goodman   | 21 augusti 2004   |
| Wonder Woman samarbetar med två bröder med superkrafter, Hawk och Dove, för att stoppa Ares planer att eskalera ett europeiskt inbördeskrig genom att släppa ut en krigsmaskin som kallas Annihilator i striden. Som en nick till sina tidigare roller som bröder i The Wonder Years spelades bröderna av Fred Savage (Hank/Hawk) och Jason Hervey (Don/Dove), men i sista sekund bytte Savage och Hervey roller. |               |                                                            |                    |                  |                   |
| 5 | 5             | "This Little Piggy"                                        | Dan Riba           | Paul Dini        | 28 augusti 2004   |
| Den månghundraåriga häxmästarinnan Circe förvandlar Wonder Woman till en gris som hämnd mot Dianas mor. Batman och Zatanna jobbar tillsammans för att göra henne normal igen medan B'wana Beast försöker hitta "Wonder Pig" innan hon slaktas på ett slakteri. Det innehåller den berömda scenen där Batman sjunger jazzsången "Am I Blue?" inför publik på en nattklubb. I det här avsnittet medger Batman att det finns något mellan honom och Wonder Woman. Genom hela avsnittet visar det sig att han har känslor för Wonder Woman, och att hon känner samma sak för honom. Avsnittet inkluderar även en sång av skådespelerskan/sångerskan Rachel York, som utför Lulu's Back In Town av Al Dubin och Harry Warren. |               |                                                            |                    |                  |                   |
| 6 | 6             | "Fearful Symmetry"                                         | Dan Riba           | Robert Goodman   | 4 september 2004  |
| Stålflickan, Green Arrow och Question undersöker Stålflickans hemska drömmar. De upptäcker att Cadmus skapade en klon av Stålflickan med namnet Galatea medan hon återhämtade sig från sin kamp mot Stålmannen på jorden. |               |                                                            |                    |                  |                   |
| 7 | 7             | "The Greatest Story Never Told"                            | Dan Riba           | Andrew Kreisberg | 11 september 2004 |
| Justice League slåss mot Mordru i bakgrunden medan berättelsen följer Booster Gold som försöker stänga ett vandrande svart hål när han egentligen är utsedd att kontrollera folkmassan. |               |                                                            |                    |                  |                   |
| 8 | 8             | "The Return"                                               | Joaquim dos Santos | J. M. DeMatteis  | 18 september 2004 |
| Den fulla styrkan i den nyligen utökade Justice League släpps lös för första gången medan de försöker hindra Ivos android Amazo från att nå sitt mål: hämnd mot den nyligen reformerade Lex Luthor. Luthor och Atom försöker skapa ett vapen för att neutralisera Amazos nanoteknologi, även om deras seger får ett stort understöd från Dr. Fate. |               |                                                            |                    |                  |                   |
| 9 | 9             | "Ultimatum"                                                | Joaquim dos Santos | J. M. DeMatteis  | 4 december 2004   |
| Justice League möter Ultimen, en populär grupp unga hjältar. Ultimen upptäcker att de är ett resultat av regeringens experiment med att skapa supermänniskor, och endast har en kort stund kvar att leva. I frustration och ilska strider de alla utom Long Shadow mot Justice League. Ultimen är pastischer av ett par hjältar som skapades för den tecknade serien Super Friends. Medlemmarna var Long Shadow (baserad på Apache Chief), Wind Dragon (Samurai), Juice (Black Vulcan), Downpour och Shifter (Zan och Jayna, Wonder Twins). Deras operationsbas är en nick till Super Friends Hall of Justice. Ultimen är även en parallell till International Ultramarine Corps i Howard Porters/Grant Morrisons JLA-upplaga: bägge lagen startar som rivaliserande hjältar till Justice League, men upptäcker att de är resultatet av ett hemligt regeringsprojekt under General Wade Eiling, och kommer att dö inom fåtal års tid på grund av sitt experimentella ursprung. |               |                                                            |                    |                  |                   |
| 10 | 10            | "Dark Heart"                                               | Dan Riba           | Warren Ellis     | 11 december 2004  |
| De flesta av hjältarna slåss mot en kraftfull utomjordisk nanoteknologi, men inser att vågen av självreproducerande robotar inte är enkel att förstöra. Den diminutive Atom krymper sig själv för att stoppa robotarna från deras insida. |               |                                                            |                    |                  |                   |
| 11 | 11            | "Wake the Dead"                                            | Joaquim dos Santos | Dwayne McDuffie  | 18 december 2004  |
| Tre högskoleungdomar återupplivar av misstag Solomon Grundy, vilket får honom att vakna upp mer kraftfull än någonsin, men utan något minne av sitt förflutna. Dr. Fate, Amazo, Aquaman och Shayera hjälper Justice League-medlemmarna att stoppa hans framfart. Det här avsnittet visar Shayera Hols (Hawkgirl) återkomst till Justice League. |               |                                                            |                    |                  |                   |
| 12 | 12            | "The Once and Future Thing, Part One: Weird Western Tales" | Dan Riba           | Dwayne McDuffie  | 22 januari 2005   |
| Batman, Wonder Woman och Green Lantern jagar Chronos till dåtiden, där de slår ihop sig med några av de största DC-hjältarna i Vilda västern från den tiden. Efter att ha övervunnit stulen framtidsteknologi i den eran följer de Chronos till framtiden. Warhawk från Batman Beyond-eran visar sig vara Green Lantern och Hawkgirls son. Gästframträdanden: Bat Lash, Jonah Hex, El Diablo och Pow Wow Smith. |               |                                                            |                    |                  |                   |
| 13 | 13            | "The Once and Future Thing, Part Two: Time, Warped"        | Joaquim dos Santos | Dwayne McDuffie  | 29 januari 2005   |
| Batman, Green Lantern och Wonder Woman jagar Chronos till det framtida Gotham City (Batman Beyond-eran) precis i tid för en strid med jokrar tillsammans med den tidens Justice League. Tidsresenärerna förs till Justice League Unlimiteds gömställe. En äldre Bruce Wayne berättar att gatugänget de slogs mot utökades med Chronos som ledde dem till att döda resten av Justice League från den tiden. De kombinerade hjältarna besegrar de omformade jokrarna, och Batman fångar Chronos i en tidsloop. Gästframträdanden: Batman (Terry McGinnis), Warhawk, den 65 år gamle Static och Hal Jordan (i hans enda framträdande i DCAU som en grön lykta). |               |                                                            |                    |                  |                   |

### Säsong 2: 2005
| Nr i serien | Nr i säsongen | Titel                                  | Regissör(er)       | Manus                                                 | Sändningsdatum   |
| --- | ------------- | -------------------------------------- | ------------------ | ----------------------------------------------------- | ---------------- |
| 14 | 1             | "The Cat and the Canary"               | Joaquim dos Santos | Robert Goodman                                        | 5 februari 2005  |
| Black Canary övertalar Green Arrow att hjälpa henne rädda sin mentor, Wildcat, från hans inblandning i en underjordisk superkraftskampklubb känd som MetaBrawl. |               |                                        |                    |                                                       |                  |
| 15 | 2             | "The Ties That Bind" "Miracles Happen" | Dan Riba           | Synopsis av : Jim Steranko Manus av : J. M. DeMatteis | 12 februari 2005 |
| Mister Miracle och Big Barda blir värvade till Justice League för att befria Oberon från Apokolips. J'onn vägrar, men Flash beslutar sig för att hjälpa på egen hand. |               |                                        |                    |                                                       |                  |
| 16 | 3             | "The Doomsday Sanction"                | Dan Riba           | Robert Goodman                                        | 19 februari 2005 |
| Stålmannen slåss mot Doomsday i hjärtat av en vulkan. Doomsday visar sig vara en modifierad klon av Stålmannen. Batman undersöker Cadmus konspiration att förgöra Justice League. |               |                                        |                    |                                                       |                  |
| 17 | 4             | "Task Force X"                         | Joaquim dos Santos | Darwyn Cooke                                          | 21 maj 2005      |
| En grupp superskurkar som kallas "Task Force X" (mer känd i serietidningarna som Suicide Squad) som består av Deadshot, Plastique, Captain Boomerang och Clock King rekryteras av Cadmus. De stjäl Annihilator från vakttornet. |               |                                        |                    |                                                       |                  |
| 18 | 5             | "The Balance"                          | Dan Riba           | Dwayne McDuffie                                       | 28 maj 2005      |
| Felix Faust, som hålls fången i en spegel, lurar Tala till att släppa honom fri, varpå han stjäl Annihilator och frisläpper Hades från Tartarus. Efter att hennes utrustning och lassos fulla kraft aktiverats av Hippolyta arbetar Wonder Woman tillsammans med Hawkgirl för att hjälpa Hades att återta hans kungarike på Zeus kommando. Under tiden måste Wonder Woman och Hawkgirl tampas med sin ilska mot varandra till följd av händelserna i "Starcrossed". |               |                                        |                    |                                                       |                  |
| 19 | 6             | "Double Date"                          | Joaquim dos Santos | Gail Simone                                           | 4 juni 2005      |
| Huntress blir avsatt från Justice League för mordförsöket mot gangsterbossen Steven Mandragora, mannen som är skyldig till hennes föräldrars död. Hon värvar Question att hjälpa henne göra slut på honom medan Green Arrow och Black Canary försöker omintetgöra deras ansträngningar. |               |                                        |                    |                                                       |                  |
| 20 | 7             | "Clash"                                | Dan Riba           | Dwayne McDuffie J. M. DeMatteis                       | 11 juni 2005     |
| Lex Luthors kandidatur som president går framåt när Captain Marvel tycks stödja honom. Luthor manipulerar skickligt Stålmannens misstro, och lurar Stålmannen till att slåss mot Marvel. Stålmannen känner sig förnedrad när han får reda på att bomben som han desarmerade visar sig vara en generator. I slutet avslöjar Batman att Stålmannen hade blivit vilseledd av Luthor och Amanda Waller för att misskreditera Justice League. |               |                                        |                    |                                                       |                  |
| 21 | 8             | "Hunter's Moon" "Mystery in Space"     | Joaquim dos Santos | Dwayne McDuffie                                       | 18 juni 2005     |
| När Justice League tar emot ett nödanrop undersöker Hawkgirl, Vigilante och Vixen det och kommer fram till att det var en fälla som utarbetats av de återstående thanagarianska krigarna som beskyller Hawkgirl för deras förlust i kriget (som berättas i "Starcrossed"). Likaledes måste Hawkgirl tampas med sina kamraters förbittring för hennes förräderi mot Justice League och sina egna, kvardröjande tvivel på sig själv. |               |                                        |                    |                                                       |                  |
| 22 | 9             | "Question Authority"                   | Dan Riba           | Dwayne McDuffie                                       | 25 juni 2005     |
| Efter att ha hjälpt Stålmannen besegra Mantis blir Captain Atoms Air Force Reserve-provision återaktiverad. Under tiden upptäcker Question inspelningarna med Justice Lords och Luthors försök att misskreditera Justice League. Question blir fångad, och Stålmannen och Huntress försöker rädda honom. När de nästan lyckas blir de konfronterade av Captain Atom, som har order att stoppa dem. |               |                                        |                    |                                                       |                  |
| 23 | 10            | "Flashpoint"                           | Joaquim dos Santos | Dwayne McDuffie                                       | 2 juli 2005      |
| Lex Luthor tar kontroll över vakttornets huvudkanon för att avfyra den mot Cadmus, vilket orsakar enorma skador på staden och Jusitce League blir felaktigt ansedda som skyldiga. Övertygad om att det är en hämndlysten handling beordrar Amanda Waller Galatea att attackera vakttornet med en armé Ultimen-kloner. |               |                                        |                    |                                                       |                  |
| 24 | 11            | "Panic in the Sky"                     | Dan Riba           | Dwayne McDuffie                                       | 9 juli 2005      |
| De ursprungliga medlemmarna av Justice League, med undantaget Batman, överlämnar sig till regeringen. I en stor strid mellan "Unlimited"-delen av Justice League och Ultimen-armén slåss Stålflickan och Steel mot Galatea för att hindra henne från att förstöra vakttornet. |               |                                        |                    |                                                       |                  |
| 25 | 12            | "Divided We Fall"                      | Joaquim dos Santos | Dwayne McDuffie                                       | 16 juli 2005     |
| Medan de flesta ur Justice League är frånvarande slåss de sju ursprungliga medlemmarna mot den fusionerade Luthor och Brainiac. Det är då upp till Flash att stå upp emot Luthor-Brainiac, och han är beredd att betala det slutliga priset. I desperation överanvänder Flash sina krafter då han springer så snabbt han kan runt jorden ett flertal gånger och kommer upp i ljusets hastighet för att kunna separera och besegra de två skurkarna. Som ett resultat är Flash nära att dras in i en tidsström, men blir räddad av sina lagkamrater. Händelsen lämnade Flash med den oroande insikten, att om han reser så snabbt igen kan det betyda att han aldrig skulle komma tillbaka. |               |                                        |                    |                                                       |                  |
| 26 | 13            | "Epilogue"                             | Dan Riba           | Bruce Timm Dwayne McDuffie                            | 23 juli 2005     |
| I Batman Beyonds framtid avslöjar Amanda Waller för den äldre Terry McGinnis att hon skapade projektet Batman Beyond för att fortsätta Bruce Waynes arbete. Avsnittet är inte bara en avslutning på Justice League-säsongen. Som en cross-over fungerar den som en epilog för Batman Beyond, och avslöjar ett flertal detaljer om seriens figurer och händelser som inträffar efter slutet av serien. Avsnittet innehåller många referenser till tidigare avsnitt av Justice League i och med att en del av avsnittet visade den nuvarande gruppen och Waller, som hade varit en stor del av tidigare avsnitt. Enligt Timm var det även ursprungligen avsett att vara seriens avslutning för Justice League och DCAU i allmänhet. Beslutet att sluta efter ett Batman-kretsande avsnitt var deras sätt att till fullo visa hur det började med Batman: The Animated Series. |               |                                        |                    |                                                       |                  |

### Säsong 3: 2005–2006
| Nr i serien | Nr i säsongen | Titel                       | Regissör(er)       | Manus                                                    | Sändningsdatum                          |
| --- | ------------- | --------------------------- | ------------------ | -------------------------------------------------------- | --------------------------------------- |
| 27 | 1             | "I Am Legion"               | Joaquim dos Santos | Dwayne McDuffie                                          | 17 september 2005                       |
| Efter att Lex Luthor rymt från fängelset får Gorilla Grodd honom att gå med i det nya Secret Society med en del av Brainiacs teknologi. Luthor, Key och Doctor Polaris stjäl Longinus spjut från Blackhawk Island, trots Flash, Fire (i vilken Flash är förälskad), Shayera och den siste överlevande Blackhawks ansträngningar att stoppa dem. Det nya Secret Society har många likheter med Legion of Doom (en superskurkgrupp från den tecknade serien Challenge of the Super Friends), och dess bas är en uppdaterad version av den som används av Legion of Doom. Det här avsnittets titel är en variant av ett kapitel från bibeln (Markus 5:9), specifikt dess senare del som anger 'My name is Legion, for we are many'. Det här är en referens till att Secret Society är en veritabel grupp superskurkar, liksom utseendet av Legion of Dooms högkvarter, som uppdaterats för 2000-talet och används som bas för Secret Society. |               |                             |                    |                                                          |                                         |
| 28 | 2             | "Shadow of the Hawk"        | Dan Riba           | Synopsis av : Dwayne McDuffie Manus av : J. M. DeMatteis | 17 september 2005                       |
| Shayera går med på att möta Carter Hall, en arkeolog som har upptäckt thanagarianska artefakter från det forntida Egypten. Medan Batman misstänksamt tjuvlyssnar avslöjar Carter att han är hennes reinkarnerade älskare från det förflutna och Hawkman till den förvirrade Shayera. Shadow Thief försöker stjäla artefakterna, vilket resulterar i förstörelse av gravkammaren och lämnar gåtan olöst. |               |                             |                    |                                                          |                                         |
| 29 | 3             | "Chaos at the Earth's Core" | Joaquim dos Santos | Matt Wayne                                               | 24 september 2005                       |
| Stålflickan, Stargirl, S.T.R.I.P.E. och Green Lantern hjälper Warlord att frigöra Skartaris (en gömd värld inne i jordens kärna) från Deimos, en brutal diktator, medan de skyddar en stor bit kryptonit från Metallo och Silver Banshee. Ursprungligen titulerad som "Heart of Stone". |               |                             |                    |                                                          |                                         |
| 30 | 4             | "To Another Shore"          | Dan Riba           | Dwayne McDuffie                                          | 24 september 2005                       |
| Wonder Woman försvarar vikingaprinsens kropp från Legionagenter som vill åt den för att kunna skapa osårbarhetskrafter. Bekymrad över sin isolering lämnar J'onn Justice League för att bättre kunna förstå mänskligheten. Avsnittet har en referens till 1970-talets TV-serie Wonder Woman genom att Diana utför samma dräktförändrande snurr för att förvandlas till Wonder Woman som utförs av Lynda Carter i spelfilmsversionen. Ursprungligen titulerad som "Elegy". |               |                             |                    |                                                          |                                         |
| 31 | 5             | "Flash and Substance"       | Joaquim dos Santos | Matt Wayne                                               | 11 februari 2006                        |
| Orion försöker förstå Flashs upptåg när Wally West och Batman slåss mot fyra av Flashs fiender från dennes skurkgalleri som attackerar museet som öppnats till Flashs ära. Även om museet blir totalförstört visar det sig vara en bra dag enligt Flash. Det här avsnittet innehåller många referenser från Flashs historia inom serietidningar och TV-program, inklusive ett gästframträdande av Linda Park och genom att Mark Hamill återigen gjorde rösten till Trickster. |               |                             |                    |                                                          |                                         |
| 32 | 6             | "Dead Reckoning"            | Dan Riba           | Dwayne McDuffie                                          | 18 februari 2006                        |
| Deadman övertygar Stålmannen, Batman och Wonder Woman att hjälpa honom återhämta de stulna själarna tillhörande en mystisk munkorden som Secret Society hade stulit. De tvingar Secret Society på flykt från Gorillastaden, vilket avslutar Grodds försök att förvandla alla människor på jorden till apor. Under ett möte i Secret Societys högkvarter anför Lex Luthor att Grodds plan misslyckades och att hans "mästerplan" (att förvandla alla på jorden till apor) var fånig, och skjuter honom, varefter han tar över ledarskapet för Secret Society. |               |                             |                    |                                                          |                                         |
| 33 | 7             | "Patriot Act"               | Joaquim dos Santos | Matt Wayne                                               | 25 februari 2006                        |
| General Wade Eiling från Cadmus stjäl Captain Nazis supersoldatserum och injicerar sig själv med det för att "skydda" världen från metahumaner. Med de mest kraftfulla medlemmarna ur Justice League upptagna leder Green Arrow Stargirl, S.T.R.I.P.E., Shining Knight, Crimson Avenger, Vigilante och Speedy en kamp mot honom. Eiling stannar upp strax innan han dödar Shining Knight när invånare påpekar att Eilings anledning att attackera hjältarna är obefintlig, då hela hans syfte med attacken var att befria världen från metahumaner, och han var den ende där med superkrafter. Den här undergruppen är en hyllning till Golden Ages Seven Soldiers of Victory. Avsnittet innehåller även en cameo av en grupp gatpojkar som antingen brås på Golden eller Silver Ages inkarnation av Newsboy Legion. Trots att Eilings omvandling beror på Captain Nazis serum påminner hans resulterande form om hans senare serietidningsframträdande i Shaggy Mans kropp eller den samtida skurken känd som Generalen. Tillbakablicken till Andra världskriget som visas i det här avsnittet visar att Spy Smasher stjäl formulan från nazisterna. |               |                             |                    |                                                          |                                         |
| 34 | 8             | "The Great Brain Robbery"   | Dan Riba           | Synopsis av : Dwayne McDuffie Manus av : Matt Wayne      | 4 mars 2006                             |
| Magi och vetenskap kolliderar när Lex Luthor och Flashs sinnen placeras i varandras kroppar. Justice League har nu den supersnabbe Luthor i vakttornet medan Flash försöker dölja förvandlingen för Secret Society. |               |                             |                    |                                                          |                                         |
| 35 | 9             | "Grudge Match"              | Joaquim dos Santos | Synopsis av : Matt Wayne Manus av : J. M. DeMatteis      | 11 mars 2006                            |
| Roulette startar om Metabrawl, den här gången med en kvinnlig kampföreställning ("Glamour Slam") som utgörs av sinneskontrollerade Justice Leaguer-medlemmar. Först blir Huntress och Black Canary uppsatta mot Vixen och Hawkgirl, och sedan måste de fyra slåss mot Wonder Woman. Det här avsnittet utspelar sig i staden Blüdhaven. |               |                             |                    |                                                          |                                         |
| 36 | 10            | "Far From Home"             | Dan Riba           | Synopsis av : Dwayne McDuffie Manus av : Paul Dini       | 15 april 2006                           |
| Stålflickan, Green Lantern och Green Arrow kidnappas och förs till 3000-talet av Brainiac 5 och Bouncing Boy från Legion of Super-Heroes, där Stålflickan avses ge sig in på sitt sista uppdrag – en kamp mot Fatal Fem och legionen själv. |               |                             |                    |                                                          |                                         |
| 37 | 11            | "Ancient History"           | Joaquim dos Santos | Synopsis av : Matt Wayne Manus av : Geoff Johns          | 8 februari 2006 (UK) 29 april 2006 (US) |
| Hawkman berättelse avslutas här när Shadow Thief fångar Green Lantern, Shayera och Hawkman, och tvingar dem att beskåda en vision av deras förflutna jag som utvecklar ett forntida samhälle i Egypten med thanagariansk teknologi. Det visar sig att Shadow Thief är en skurk från Carter Halls sinne som släpptes fri när han rörde Absorbacron i "Shadow of the Hawk." Hawkman besegrar Shadow Thief och ger sig av. John Stewart, som inte vill att ödet spelar ut hans liv, går inte tillbaka till Shayera, trots att de två säger att de älskar varandra. Green Lantern går tillbaka till Vixen, men inte förrän han berättar för Shayera om Rex Stewart (Warhawk), deras påstådda framtida son. I avsnittets sista scen frågar Shayera Batman om denne framtida son, men eftertexterna rullar innan han kan svara. |               |                             |                    |                                                          |                                         |
| 38 | 12            | "Alive!"                    | Dan Riba           | Matt Wayne                                               | 8 februari 2006 (UK) 6 maj 2006 (US)    |
| Luthor och Secret Society reparerar sitt högkvarter och flyger igenom den djupa rymden i ett sista försök att väcka Brainiac till liv. Under tiden frigör Tala Grodd, som leder ett myteri med andra missnöjda skurkar mot Luthor och hans anhängare. Luthor använder sitt intellekt och sin rådighet för att tampas med sina olika motståndares krafter. Grodds sinneskontroll används emot honom, och han tvingas in i en luftsluss, från vilken han släpps ut i rymden. Luthor använder Talas magi i ett försök att rekonstituera Brainiac, men som istället återuppväcker Darkseid med Brainiac förbättringar, som klargör sina planer att ödelägga jorden innan han spränger Secret Societys bas. Darkseid återvänder till Apokolips precis i tid att stoppa ett krig mellan de två fraktionerna av hans elit, som slåss om makten, och klargör sina planer om en massiv invasion. De överlevande medlemmarna ur Secret Society vänder sig till Justice League för hjälp. |               |                             |                    |                                                          |                                         |
| 39 | 13            | "Destroyer"                 | Joaquim dos Santos | Dwayne McDuffie                                          | 18 februari 2006 (UK) 13 maj 2006 (US)  |
| Justice League slår sig motvilligt samman med Secret Society för att slå tillbaka mot Darkseids invasion av jorden. Samtidigt som medlemmar ur Justice League och Secret Society kämpar mot Apokolips-styrkorna runt om på planeten tampas Stålmannen, Batman och Lex Luthor med Darkseid på toppen av Daily Planet-byggnaden. |               |                             |                    |                                                          |                                         |

### Fotnoter
1. ↑  ”Justice League Unlimited” (på engelska). TV.com. Arkiverad från originalet den 10 december 2015. https://web.archive.org/web/20151210124723/http://www.tv.com/shows/justice-league-unlimited/. Läst 11 december 2015.
2. ↑  ”Justice League Unlimited: Season One - DVD Cover Art”. Arkiverad från originalet den 4 maj 2018. https://web.archive.org/web/20180504090107/http://r1db.com/covers/scans-and-converted-tv-dvd-covers/p38719-justice-league-unlimited-3a-season-one.html. Läst 3 maj 2018.